# Yasmine Bleeth
Yasmine Amanda Bleeth (New York, 14 giugno 1968) è un'attrice ed ex modella statunitense.

## Biografia
Soprannominata Yaz, il padre, Philip Bleeth, era un fotografo statunitense nato in una famiglia ebraica di origini russe e tedesche, mentre la madre, Carina, era una modella statunitense di origini franco-algerine, morta nel 1989 per un cancro al seno, motivo per cui Yasmine ha fatto ingenti donazioni per la ricerca sul cancro. È conosciuta soprattutto per avere fatto parte del cast del telefilm Baywatch, nel ruolo di Caroline Holden, per quattro anni. Ha partecipato inoltre anche alla serie di Don Johnson Nash Bridges. Nel 2002 si è sposata con Paul Cerrito, proprietario di strip club.

## Filmografia parziale

### Cinema
- La ragazza di Las Vegas (Heaven or Vegas), regia di Gregory C. Haynes (1996)
- Baseketball , regia di David Zucker (1998)
- Coming Soon, regia di Colette Burson (1999)
- Undercover Angel - Un angelo dal cielo (Undercover Angel), regia di Steven R. Monroe (1999)
- Game Over, regia di Jason Bourque (2003)

### Televisione
- I Ryan (Ryan's Hope) – soap opera (1985-1989)
- Una vita da vivere (One Life to Live) – serie TV (1991-1993)
- Baywatch – serie TV, 72 episodi (1993-1997) Caroline Holden
- Ma che ti passa per la testa? (Herman's Head) – serie TV, episodio 3x11 (1993)
- Baywatch - Vacanze pericolose (Baywatch: Forbidden Paradise), regia di Douglas Schwartz – film TV (1995)
- Crescere, che fatica! (Boy Meets World) – serie TV, episodio 2x21 (1995)
- Baywatch Nights – serie TV, episodio 1x16 (1996)
- I due volti di una donna (A Face to Die For), regia di Jack Bender – film TV (1996)
- Talk to Me, regia di Graeme Campbell – film TV (1996)
- Miss a tutti i costi (Crowned and Dangerous), regia di Christopher Leitch – film TV (1997)
- The Naked Truth – serie TV, episodio 2x06 (1997)
- Il mistero del lago (The Lake), regia di David Jackson – film TV (1998)
- L'atelier di Veronica (Veronica's Closet) – serie TV, 1 episodio (1998)
- Nash Bridges – serie TV, 26 episodi (1998)
- Incubo sulla strada (Road Rage), regia di Deran Sarafian – film TV (1999)
- Piovuto dal cielo (It Came from the Sky), regia di Jack Bender – film TV (1999)
- Ultimate deception, regia di Richard A. Colla – film TV (1999)
- Goodbye Casanova, regia di Mauro Borrelli – film TV (2000)
- Hidden War – film TV (2000)
- V.I.P. – serie TV, episodio 4x18 (2002)
- Baywatch - Matrimonio alle Hawaii (Baywatch: Hawaiian Wedding), regia di Douglas Schwartz – film TV (2003)

## Doppiatrici italiane
- Emanuela Giordano in Baywatch, Baywatch: Matrimonio alle Hawaii
- Tiziana Avarista in Miss a tutti i costi, Baseketball
- Franca D'Amato in Nash Bridges